# Dr.Web
Dr.Web (рус. Доктор Веб) — общее    название семейства антивирусного ПО для различных платформ (Windows, macOS, Linux, мобильные платформы) и линейки программно-аппаратных решений (Dr.Web Office Shield), а также решений для обеспечения безопасности всех узлов корпоративной сети (Dr.Web Enterprise Suite). Разрабатывается компанией «Доктор Веб».
Продукты предоставляют защиту от вирусов, троянского, шпионского и рекламного ПО, червей, руткитов, хакерских утилит, программ-шуток, а также неизвестных угроз с помощью различных технологий реального времени и поведенческого анализа (в версиях Dr.Web 9—11.5 этот модуль назывался «Превентивная защита»).

## Особенности
- Возможность установки на зараженную машину.
- Обнаружение и лечение сложных полиморфных, шифрованных вирусов и руткитов.
- Возможность настройки копирования важных данных в защищённое хранилище позволяет пользователям версии Dr.Web для Windows самостоятельно восстанавливать поврежденные данные без необходимости обращения в службу технической поддержки «Доктор Веб».
- Поддержка большинства существующих форматов упакованных файлов и архивов, в том числе многотомных и самораспаковывающихся архивов.
- Компактная вирусная база и небольшой размер обновлений. Одна запись в вирусной базе позволяет определять до тысячи подобных вирусов.
- Обновления вирусных баз производятся немедленно по мере выявления новых вирусов, до нескольких раз в час. Разработчики антивирусного продукта отказались от выпуска обновлений вирусных баз по какому-либо графику, поскольку вирусные эпидемии не подчиняются таковым.
- Кроссплатформенность — используется единая вирусная база и единое ядро антивирусного сканера на разных платформах ОС.
- Низкое влияние на производительность системы. Благодаря технологиям оптимизации, заведомо чистые файлы не проверяются компонентами Dr.Web, что снижает нагрузку на систему.

## Сравнение функциональности защитных решений для Windows
Персональные продукты для Windows разделены на три редакции: «Антивирус Dr.Web», «Dr.Web Security Space» и «Dr.Web Бастион». Последние 2 отличаются лишь наличием в комплекте «Dr.Web Бастион» криптографа Atlansys Bastion Pro стороннего разработчика — компании «Программные системы Атлансис».
Помимо полноценных антивирусных комплексов, в арсенале компании присутствует продукт под названием «Dr.Web Katana», который позиционируется как несигнатурный антивирус для превентивной защиты от новейших активных угроз, целевых атак и попыток проникновения, в том числе через уязвимости «нулевого дня», которые ещё не известны антивирусу. «Dr.Web Katana» сочетается с уже установленным антивирусом другого производителя.
|                                            | Антивирус Dr.Web | Dr.Web Security Space | Dr.Web Security Space + Криптограф | Dr.Web Katana |
| Антивирус, Антишпион, Антируткит           | Да               | Да                    | Да                                 | Нет           |
| Брандмауэр                                 | Да               | Да                    | Да                                 | Нет           |
| Поведенческий анализ (превентивная защита) | Да               | Да                    | Да                                 | Да            |
| Веб-антивирус                              | Нет              | Да                    | Да                                 | Нет           |
| Антиспам                                   | Нет              | Да                    | Да                                 | Нет           |
| Родительский контроль                      | Нет              | Да                    | Да                                 | Нет           |
| Удаленное управление по сети               | Нет              | Да                    | Да                                 | Нет           |
| Сервис Dr.Web Cloud                        | Да               | Да                    | Да                                 | Да            |
| Резервное копирование данных               | Нет              | Да                    | Да                                 | Нет           |
| Криптограф (Atlansys Bastion Pro)          | Нет              | Нет                   | Да                                 | Нет           |

## Основные продукты
Основные продукты, разрабатываемые и поставляемые компанией «Доктор Веб»:
- для защиты рабочих станций и файловых серверов под управлением Windows;
- для защиты корпоративной сети и сетей национального масштаба с централизованным управлением антивирусной защитой;
- сервис AV-desk[3] для ISP;
- для защиты почтовых и файловых серверов под UNIX-системами;
- для защиты интернет-шлюзов под UNIX-системами;
- для защиты файловых серверов под Novell NetWare;
- для защиты серверов Lotus Domino на платформе Microsoft Windows;
- для защиты серверов Microsoft Exchange;
- для защиты КПК под управлением Windows Mobile;
- для защиты рабочих станций Mac OS X;
- для защиты смартфонов под управлением Symbian OS;
- для защиты смартфонов и Интернет-планшетов под управлением Android;
- для защиты смартфонов под управлением BlackBerry OS.
- для защиты устройств под управлением ОС Аврора.

### Для ОС Windows

#### Dr.Web Security Space
Полноценный антивирусный комплекс, включающий в себя все последние технологии сигнатурного и несигнатурного детектирования и удаления всех видов вредоносного ПО. Включает антивирус, брандмауэр, веб-антивирус, антиспам, родительский контроль, резервное копирование данных.
В 12 версии продукта разработчики убрали функцию «Включить аппаратную виртуализацию». Как оказалось, это случилось из-за некоторых особенностей работы драйверов в Windows 10.
История развития версий:
| Версия  | Дата релиза                                                        | Статус                                         | Улучшения и изменения |
| ------- | ------------------------------------------------------------------ | ---------------------------------------------- | --- |
| 7.0     | 11 октября 2011                                                    | Поддержка прекращена (обновление вирусных баз) | - Реализован единый сервис, который управляет всем антивирусом («DrWeb Control Service»): настройками, статистикой, самозащитой и т. д. - Реализован новый сервис (Net Filter) проверки трафика (http и mail) взамен SpiderGate и SpiderMail, модули которых более не нужны. - Реализован защищенный репозиторий для обновления компонентов антивируса и восстановления поврежденных компонентов; - Появилась новая возможность — удаленное управление и настройка антивируса в пределах видимости сети; - Внедрение новой подсистемы Dr.Web Anti-rootkit API, использующая универсальные алгоритмы нейтрализации угроз. |
| 8.0     | 14 ноября 2012                                                     | Поддержка прекращена (обновление вирусных баз) | Основной список: - Реализован собственный инсталлятор, противодействующий активным угрозам; - Реализован компонент «Превентивная защита», позволяющей гибко управлять блокировкой/защитой системы от проникновения угроз; - Реализована подсистема фонового сканирования и нейтрализации активных угроз («Background Rootkit Scan»), использующая ArkAPI. - Введена облачная централизованная система отправки статистики, правил брандмауэра, поведения и прочей информации о работе продукта на сервера компании — «Dr.Web Cloud».                                                                                     |
| 9.0/9.1 | 17 сентября 2013                                                   | Поддержка прекращена (автообновление версии)   | Основной список: - Реализована эвристическая технология реального времени для детекта угроз вида «Trojan.Inject» и «Trojan.Encoder» — DPH (Dr.Web Process Heuristic); - Реализована технология реального времени для детекта угроз, известных вирусной базе Dr.Web, но скрытых под новыми упаковщиками — DPD (Dr.Web Process Dumper); - Реализована защита от потери файлов путём регулярного резервного копирования данных в защищенное хранилище. |
| 10.0    | 28 октября 2014                                                    | Поддержка прекращена (автообновление версии)   | Основной список: - Полностью переработан центр управления антивирусом («SpIDer Agent»), функции разделены на 2 режима: пользовательский (user mode) и административный (admin mode); - Добавлен новый компонент «DrWeb DevGuard», позволяющий настраивать доступ к различным устройствам. |
| 11.0    | 20 октября 2015                                                    | Полная поддержка                               | Основной список: - Реализован полноценный централизованный журнал событий; - Создана система советов пользователям («Dr.Web Tips»); - Внедрена новая технология «Dr.Web ShellGuard», защищающая систему от атак через эксплоиты в системе и стороннем ПО; - Добавлен новый компонент «Dr.Web HyperVisor», призванный усовершенствовать систему обнаружения и лечения угроз, а также усилить самозащиту Dr.Web путём использования возможностей современных процессоров. - Реализована защита от атак типа BadUSB. |
| 11.5    | 31 мая 2018                                                        |                                                | |
| 12.0    | 26 октября 2017 — для Android-устройств, 22 октября 2018 — Windows |                                                | Обзор версии для Android Обзор для Windows |

#### CureIt!
Dr.Web CureIt! — утилита для проверки и лечения зараженных рабочих станций на платформе Windows от вредоносного ПО. С версии 8.0 используется универсальная подсистема нейтрализации угроз Anti-rootkit API (ArkAPI), что позволяет лечить систему от вредоносного ПО любой сложности лечения. Оснащен интуитивно понятным интерфейсом, благодаря которому пользователь может в несколько кликов проверить и, в случае заражения, вылечить свой ПК. Для опытных же пользователей есть выборочная проверка. Оснащен собственным менеджером карантина, что позволяет восстанавливать резервные копии вылеченных/удаленных файлов даже при повторном запуске утилиты. Используется тот же файловый движок, что и в антивирусе.
Число запусков данной программы не ограничивается. Для обновления антивирусной базы необходимо загрузить с сайта актуальную версию программы (нет возможности автоматического обновления).
С осени 2009 года изменены условия лицензирования сканера — теперь бесплатно использовать его могут только домашние пользователи, использование для организаций и в коммерческих целях стало платным. Кроме того, пользователь бесплатной утилиты обязуется участвовать в программе улучшения качества программного обеспечения, для чего информация, собранная во время проверки компьютера, автоматически отправляется в компанию «Доктор Веб».

#### CureNet!
Dr.Web CureNet! — сетевая утилита с централизованным управлением для удаленной проверки и лечения зараженных рабочих станций и серверов Windows даже полностью изолированных от Интернета. Позволяет использовать одновременно 2 антивируса на рабочих станциях и файловых серверах Windows: Dr.Web и антивирус другого производителя.

#### Dr.Web vxCube
Сервис экстренного анализа вредоносных и потенциально вредоносных файлов. Dr.Web vxCube позволяет не только проанализировать файл, но и получить специальную сборку лечащей утилиты Dr.Web CureIt!, в которую включен механизм обезвреживания анализируемого объекта. Схема работы Dr.Web vxCube проста: пользователь получает доступ для отправки подозрительных файлов на «облачный» анализ, анализатор запускает отправленный объект и изучает его поведение, после чего выносит вердикт. Сервис позволяет максимально быстро обезвредить новейшую угрозу, не дожидаясь обновлений используемых средств защиты. Проверка отправленных файлов занимает в среднем не более минуты, будь то исполняемые файлы Windows, офисные документы или скрипт-файлы. Проверяемый объект запускается на исполнение на виртуальной машине, при этом клиент сервиса может удаленно — через интерфейс Dr.Web vxCube — наблюдать за ходом анализа. Технический отчет о результатах исследования включает видеозапись работы анализатора. Также можно получить полный отчет о том, как именно исследуемая программа действует в системе, какие вносит в неё изменения, с какими ресурсами соединяется, а также увидеть карту сетевой активности этой программы и многое другое.

### Dr.Web Mobile Security Suite
Это программное обеспечение, предназначенное для комплексной защиты мобильных устройств. В Dr.Web Mobile Security Suite объединены средства защиты для мобильных устройств под управлением Windows Mobile, Symbian OS, BlackBerry OS и Android. Разработчики компании реализовали технологию фильтрации входящих телефонных звонков и СМС-сообщений на основе чёрного и белого списков. Для платформы Android существует бесплатная версия Антивирус Dr.Web Light, в которой нет модуля фильтрации звонков и SMS-сообщений, а также отсутствует компонент «Антивор». На данный момент Антивирус Dr.Web Light занимает первое место в поиске антивирусов в Google Play в России.

## Используемые технологии[14]
- Fly-code — эмулятор с динамической трансляцией кода, реализующий механизм универсальной распаковки вирусов, защищённых от анализа и детектирования одним или цепочкой новых и/или неизвестных упаковщиков, крипторов и дропперов. Это позволяет распаковывать файлы, защищенные, к примеру, ASProtect, EXECryptor, VMProtect и тысячами других упаковщиков и протекторов, включая неизвестные антивирусу.
- Origins Tracing — алгоритм несигнатурного обнаружения вредоносных объектов, который дополняет традиционные сигнатурный поиск и эвристический анализатор, дает возможность значительно повысить уровень детектирования ранее неизвестных вредоносных программ. Также используется в Dr.Web для Android.
- Anti-rootkit API (ArkAPI) — подсистема, использующая универсальные алгоритмы нейтрализации угроз. Посредством этой системы происходит нейтрализация угроз всеми компонентами антивируса. Также используется в лечащей утилите Dr.Web CureIt!
- Dr.Web Shield — механизм борьбы с руткитами, реализованный в виде драйвера. Обеспечивает низкоуровневый доступ к вирусным объектам, скрывающимся в глубинах операционной системы.
- SelfPROtect — модуль самозащиты, защищающий компоненты антивируса (файлы, ключи реестра, процессы и т. д.) от изменения и удаления вредоносным ПО.
- Background Rootkit Scan — подсистема фонового сканирования и нейтрализации активных угроз. Данная подсистема находится в памяти в резидентном состоянии и осуществляет сканирование системы на предмет активных угроз и их нейтрализацию в различных областях, например: объекты автозагрузки, запущенные процессы и модули, системные объекты, оперативная память, WMI, MBR/VBR[англ.] дисков, системный BIOS компьютера.
- Dr.Web Cloud — сервис облачной проверки ссылок и файлов на серверах компании «Доктор Веб» в режиме реального времени, позволяющий антивирусу использовать наиболее свежую информацию о небезопасных ресурсах и файлах.
- Dr.Web Process Heuristic (DPH) — анализирует поведение запущенных предположительно вредоносных программ, сравнивая его с уже известными Dr.Web моделями поведения, и на основании выявленных факторов делает вывод о её вредоносности, после чего принимает необходимые меры по нейтрализации угрозы. Также защищает от новых, наиболее актуальных вредоносных программ, разработанных с расчетом на необнаружение традиционными сигнатурными и эвристическими механизмами, которые ещё не поступили на анализ в антивирусную лабораторию, а значит, неизвестны вирусной базе Dr.Web на момент проникновения в систему. Может выполнять очистку системы от последствий всех действий, совершенных предположительно вредоносной программой и восстанавливать систему до исходного (незаражённого) состояния.
- Dr.Web Process Dumper (DPD) — технология реального времени, значительно повышает уровень детектирования «новых угроз» — известных вирусной базе Dr.Web, но скрытых под новыми упаковщиками.
- Dr.Web HyperVisor — компонент, запускающийся и работающий ниже уровня операционной системы, что обеспечивает контроль всех программ, процессов и работы самой ОС, а также невозможность перехвата вредоносными программами контроля над защищаемой Dr.Web системой.
- Dr.Web ShellGuard — технология, которая закрывает путь в компьютер для эксплойтов — вредоносных объектов, пытающихся использовать уязвимости, в том числе ещё не известные никому, кроме вирусописателей (т. н. уязвимости «нулевого дня»), с целью получения контроля над атакуемыми приложениями или операционной системой в целом.

## История создания
История разработки антивируса Игоря Данилова начинается с 1991 года, а под маркой Dr.Web антивирусы разрабатываются и распространяются с 1994 года.
- 1992 год — создание первой версии антивирусной программы Spider’s Web (прототипа Dr.Web). В ней была реализована идея выполнения кода программ в эмуляторе процессора для поиска неизвестных вирусов.
- 1993 год — участие программы Spider’s Web на международной выставке CeBIT.
- 1994 год — начало продаж антивируса Doctor Web, призванный заменить популярную в то время в России антивирусную программу Aidstest, которая не могла бороться с появившимися полиморфными вирусами, полностью изменяющими свой код при каждом заражении.
- 1995 год — демонстрация Антивирусного комплекта DSAV 2.0. В комплект входит антивирус Doctor Web.
- 1996 год — дебют программы Dr.Web (версия 3.06b) на сравнительном тестировании полифагов, проводимом журналом Virus Bulletin, более чем впечатляющий — как по уровню знания полиморфных вирусов, так и по качеству эвристического анализатора. В статье журнала Virus Bulletin о программе Doctor Web (версия 3.08) был особо отмечен эвристический анализатор антивируса, который в режиме «параноик» определил 100 % полиморфных вирусов. Представлена альфа-версия Dr.Web для Novell NetWare.
- 1997 год — впервые российская антивирусная программа (Dr.Web) вошла в тройку лучших антивирусов мира по результатам тестирования журнала Virus Bulletin. Выходит бета-версия Dr.Web для Novell NetWare.
- 1998 год — выход Dr.Web 4.0. Изменена архитектура и алгоритм работы программы. Публичное тестирование Dr.Web для Windows 95/98/NT.
- 1999 год — появление резидентного модуля SpIDer Guard для Windows 95/98. Dr.Web для Windows 95/98/NT получает первую награду VB100 в тестах журнала Virus Bulletin. Выход коммерческой версии Dr.Web для Windows 95/98/NT. В Dr.Web впервые реализована проверка памяти виртуальных машин в среде Windows NT.
- 2000 год — Dr.Web получил сертификат соответствия Минобороны России. Резко увеличена частота выхода обновлений вирусной базы — до нескольких раз в час.
- 2001 год — заключено соглашение с компанией Яндекс. С этого момента все письма, проходящие через почтовую систему Яндекс, проверяются с помощью решений Dr.Web.
- 2002 год — создание антивирусных фильтров Dr.Web для почтовых серверов CommuniGate Pro. Выпуск первой бета-версии Dr.Web для Unix с уникальной на тот момент функцией — лечением файлов налету. Выпуск программы SpIDer Mail — уникальной на тот момент программы для проверки входящей почты.
- 2007 год — создание технологии несигнатурного обнаружения вредоносных программ Origins.Tracing.
- 2007 год — открыто публичное тестирование сервиса Dr.Web AV-Desk, на базе которого интернет-провайдеры предоставляют своим абонентам услугу «Антивирус Dr.Web» (первая в российской сфере интернет-бизнеса SaaS-модель).
- 2008 год — появление антивирусного пакета Dr.Web Security Space. Впервые реализован новый компонент для проверки HTTP-трафика — Dr.Web SpIDer Gate.
- 2009 год — начало бета-тестирования антивирусного продукта Dr.Web Security Space Pro[15] Отличается от Dr.Web Security Space наличием сетевого экрана.
- 2010 год — выпуск первого в России антивируса под ОС Android — Dr.Web для Android.
- 2013 год — выпуск нового продукта Dr.Web Security Space 9. Новые функции Dr.Web Cloud, превентивная защита, поведенческий анализатор Dr.Web Process Heuristic, защита пользовательских данных от повреждения, комплексный анализатор упакованных угроз, проверка трафика по всем протоколам, функция «Безопасный поиск», защита общения в популярных сервисах мгновенных сообщений и другие функции.
- 2014 год — выпуск 10 версии антивируса.
- В сентябре 2015 года на Украине продукты компании попали под запрет государственных закупок товаров и услуг[16]. Некоторые СМИ ошибочно сообщили, что «санкции предусматривают блокировку активов и приостановление выполнения экономических и финансовых обязательств со стороны Украины»[17][18].
- 2015 год — в ноябре вышел Dr.Web Security Space 11, основными нововведениями которого стало усиление самозащиты и превентивной защиты, в частности, новая технология Dr.Web ShellGuard позволила обеспечить защиту от эксплойтов, использующих т. н. уязвимости «нулевого дня».
- 2015 год — выпуск продукта Dr.Web Katana (технологии которого входит в состав Dr.Web Security Space), решения для защиты, которое сочетается с уже установленным антивирусом другого производителя.[19]
- 2016 год — выпуск продукта Dr.Web Katana Business Edition. Внесение продуктов Dr.Web в Единый реестр отечественного ПО. Dr.Web Enterprise Security Suite версии 10.0 сертифицирован ФСТЭК России.[20]

## Награды
- По результатам теста на лечение активного заражения (октябрь 2008), проведённого сайтом anti-malware.ru, Dr.Web единственный из всех участников набрал максимально возможное число баллов (15) и получил Platinum Malware Treatment Award.[21]
- По результатам теста самозащиты антивирусных продуктов (январь 2009), проведённого сайтом anti-malware.ru, Dr.Web единственный из всех участников набрал максимально возможное число баллов (38) и получил Platinum Self-Protection Award.[22]
- По результатам теста проактивной защиты (март 2009), проведённого сайтом anti-malware.ru, Dr.Web занял второе место и получил награду Silver Proactive Protection Award.[23]
- Platinum Self-Protection Award (сентябрь 2010) от Anti-Malware.ru[24]
- С определённого момента компания «Доктор Веб» отказалась от участия в сравнительных тестированиях антивирусных продуктов, аргументируя это тем, что «на их основании практически невозможно сделать объективные выводы о качестве сравниваемых продуктов, об их способности защитить пользователей от современных вирусных угроз»[25].

## Инциденты, связанные с компанией «Доктор Веб»

### Нападения на офис «Доктор Веб» и угрозы физической расправы от распространителей банкоматных троянцев
В день публикации новости о внесении в вирусные базы записи о Trojan.Skimer.18 (18 декабря 2013 г.) компания «Доктор Веб» получила угрозу предположительно от авторов троянца или от криминальной структуры, финансирующей его разработку и продвижение (орфография авторов сохранена):

ПРЕДУПРЕЖДЕНИЕ !!!
От лица Синдиката поздравляем с успешным дизасемблированием програмного скимера банкоматов NCR . Исходник авторов прилагаются ниже.
Хорошая работа, но безперспективная. Прибыль от Dr.Web_ATM_shield копеечная посколько банкиры добровольно деньги никогда не отдают. Однако развитие Dr.Web_ATM_shield подрывает деятельность Синдиката с много милионной прибылью. Сотни криминальных семей по всему миру могут остаться без дохода.
У вас НЕДЕЛЯ убрать все упоминания о ATM.Skimmer c вашего web ресурса. Иначе синдикат остановит операции обналички и отправит весь криминалитет за головами ваших программистов. Финал ООО DrWeb будет трагичен.

После того как требование было проигнорировано, 9 марта 2014 года имели место попытки поджога офиса «Санкт-Петербургской антивирусной лаборатории И. Данилова» (САЛД), ответственность за которые взял на себя упомянутый «синдикат».
31 марта 2014 года, после двух поджогов офиса компания «Доктор Веб» получила вторую угрозу:

Уважаемый Dr.Web, международный синдикат кардеров предупреждал вас о недопустимости вашего вмешательства в сферу ATM. В связи с тем что вы проигнорировали требования синдиката — в отношении вас были применены санкции. Да бы подчеркнуть целеустремленность синдиката — ваш офис на ул. Благодатная был сожжен дважды.
Если в течение 10 дней вы не уберете из ваших продуктов все упоминания о вирусах класса atmskimmer и все продукты для ATM — международный синдикат кардеров уничтожит все ваши офисы по всему миру, Так же синдикат пролобирует закон о запрете использования русских антивирусов во всех странах имеющих представительства синдиката, под предлогом защиты от не-дружественых всему миру российских спецслужб.
Входящие письма на данном e-mai проверяется, разумные аргументы спора будут учтены.

После третьего нападения на офис САЛД органами правопорядка был задержан подозреваемый, который был впоследствии отпущен из-за недостаточности свидетельских показаний. В то же время было предотвращено три попытки физического проникновения в московский офис компании «Доктор Веб». По словам генерального директора компании Б. А. Шарова, причина такой активности киберпреступников заключается в том, что специалисты «Доктор Веб» обнаружили и добавили в вирусные базы запись о Trojan.Skimer.18 в очень неудачный для распространителей момент, когда разработка этого троянца для банкоматов уже завершилась, но продажи на чёрном рынке ещё не начались.
В ответ на угрозы и нападения компания выпустила официальное заявление, в котором говорилось, что компания «Доктор Веб» считает своим долгом обеспечение максимальной защиты пользователей от посягательств киберпреступников, соответственно, работы, направленные на выявление и изучение угроз для банкоматов, будут продолжены, равно как и дальнейшее совершенствование продукта Dr.Web ATM Shield.

### Скандал в связи с конфискацией неофициальной фанатской группы
Летом 2015 компания оказалась в центре скандала, связанного c недружественным захватом руководством компании неофициальной фанатской группы в социальной сети ВКонтакте и принудительным удалением создателя сообщества из числа администраторов. Инициатор скандала требовал денежной компенсации или возврата сообщества. По словам представителя компании, создатель группы самоустранился от участия в её развитии, и несколько лет группа развивалась и поддерживалась только штатными сотрудниками «Доктор Веб». Ещё в начале 2013 года в связи с возникающими в социальной сети «ВКонтакте» прецедентами создания пользователями групп для клиентов известных компаний, развития этих групп силами самих компаний и последующим появлением оригинальных создателей группы, сопровождающихся требованиями денежных компенсаций и угрозами удалением группы, компания обратилась к социальной сети «ВКонтакте» с просьбой передать права администрирования группы на аккаунт, принадлежащий «Доктор Веб», и просьба была удовлетворена.